# Exodus (álbum de Bob Marley y The Wailers)
Exodus es uno de los más importantes discos de la carrera de Bob Marley y del reggae publicado en 1977. Grabado en Londres a raíz de un atentado contra su vida, Exodus muestra a un Marley con más madurez. A pesar de algunos temas políticos de gran alcance, Marley adopta un enfoque más reflexivo que sus discos anteriores. Exodus tiene temas románticos como "Turn Your Light Down Low" así como también declaraciones ruidosas como "Exodus" y "The Heathen". Marley también consiguió grandes éxitos internacionales como "Jamming", "Waiting in Vain", "One Love/People Get Ready" y "Three Little Birds". Estos temas, quizá más que cualquier otro, llevaron a Marley a ser conocido en todo el mundo. Exodus, a pesar de que contiene algunos de los mejores trabajos de Marley, tiene una base de nostalgia dando a entender que Marley estaba poniendo un poco de fórmula. 
El anterior álbum de Bob Marley & The Wailers, Rastaman Vibration, fue mal recibido. Solo "War" llegó a estar en las listas de éxitos. The Wailers estaban muy emocionados cuando el álbum le gustó a la gente. El propio Bob Marley también se mostró satisfecho con el disco porque quería volver a las listas de éxitos. Por aquel entonces a Bob se le diagnosticó cáncer, pero él se negó a realizarse tratamiento para poder curarse. 
En algunos países, también se lanzó "Natural Mystic" como sencillo, por otra parte la canción "One Love" no sería lanzado como sencillo hasta 1984 para el recopilatorio póstumo Legend, además "One Love" (grabado originalmente para el primer álbum de The Wailers The Wailing Wailers) fue regrabado para este álbum, esta misma versión se convertiría en una de sus canciones más famosas de Marley y esta misma versión que se encuentra en este disco, también se encuentra en el recopilatorio Legend. Exodus sigue siendo hoy el álbum más famoso de Bob Marley, vendió casi 700 000 copias en todo el mundo.
En 2003, en una edición especial, la revista Rolling Stone posicionó el álbum en el puesto 169 de su lista de los 500 mejores álbumes de todos los tiempos.

## Lista de canciones
Todas las canciones escritas por Bob Marley  excepto las indicadas:

### Álbum original (1977)

#### Lado A
1. - "Natural Mystic" – 3:31
2. - "So Much Things To Say" – 3:08
3. - "Guiltiness" – 3:20
4. - "The Heathen" – 2:32
5. - "Exodus" – 7:38

#### Lado B
1. - "Jamming" – 3:32
2. - "Waiting in Vain" – 4:15
3. - "Turn Your Lights Down Low" – 3:40
4. - "Three Little Birds" – 3:01
5. - "One Love/People Get Ready" (Marley, Curtis Mayfield) – 2:50

#### CD Bonus Track
1. - "Jamming (Versión Larga)" - 5:52
2. - "Punky Reggae Party (Versión Larga)" 6:52

### Edición Deluxe (2001)

#### Disco 1
El primer disco contiene Exodus remasterizado.
1. "Natural Mystic" – 3:28
2. "So Much Things to Say" – 3:08
3. "Guiltiness" – 3:20
4. "The Heathen" – 2:32
5. "Exodus" – 7:40
6. "Jamming" – 3:31
7. "Waiting In Vain" – 4:16
8. "Turn Your Lights Down Low" – 3:39
9. "Three Little Birds" – 3:00
10. "One Love/People Get Ready" – 2:56
11. "Roots" (Lado B del sencillo "Waiting in Vain") – 3:44
12. "Waiting in Vain" (Inédito) – 4:44
13. "Jamming" (Versión Larga, Lado A del sencillo 12") – 5:52
14. "Jamming" (Inédito) – 3:06
15. "Exodus" (Lado B del sencillo "Exodus") – 3:08

#### Disco 2
El segundo disco contiene el tour de Exodus en vivo en el Rainbow Theatre, en Londres, el 4 de junio de 1977. 
Las canciones del 6 al 9 son de sesiones con Lee "Scratch" Perry, entre julio y agosto de 1977.
1. "The Heathen" (Inédito) – 6:48
2. "Crazy Baldhead/Running Away" (Inédito) – 9:22
3. "War/No More Trouble" (Inédito) – 7:44
4. "Jamming" (Inédito) – 7:07
5. "Exodus" (Inédito) – 11:49
6. "Punky Reggae Party" (Lado A del sencillo Jamaican 12") – 9:19
7. "Punky Reggae Party" (Dub, Lado B del sencillo Jamaican 12") – 8:50
8. "Keep On Moving" (Inédito) – 6:26
9. "Keep On Moving" (Dub, Inédito) – 7:15
10. "Exodus (Publicidad)" – 1:08

## Tour
El "Exodus Tour" fue una gira de conciertos organizada para apoyar el álbum Exodus de Bob Marley & The Wailers. La gira comenzó en el Pavillon Baltard en París, Francia, el 10 de mayo de 1977, e involuntariamente terminó con cuatro espectáculos en el Teatro Rainbow en Londres a principios de junio, en realidad había seis conciertos previstos para realizarse en Londres, pero los dos últimos se habían cancelado debido a la grave lesión en el pie de Marley, que recibió en un partido de fútbol amistoso con periodistas franceses, justo antes de iniciar la gira en París. Posteriormente la segunda etapa de la gira en los Estados Unidos había sido postergado y luego cancelado definitivamente. El último concierto de la gira ha sido lanzado en VHS y DVD, llamado Live! en el Teatro Rainbow. Se ha informado de que los cuatro programas han sido grabados en vídeo.
Marley realizó por primera vez conciertos en Bélgica y Dinamarca. 

### Lista de canciones
- "Rebel Music (3 O'Clock Roadblock)"
- "Burnin' And Lootin"
- "Them Belly Full (But We Hungry)"
- "The Heathen"
- "I Shot The Sheriff"
- "War" / "No More Trouble" (Mezcla)
- "No Woman, No Cry"
- "Lively Up Yourself"
- "Get Up, Stand Up"
- "Exodus"

Las canciones clásicas de Exodus se habían realizado al menos una vez por concierto, mientras que canciones de amor suaves se habían tocado muy raramente, solo "Jamming" se había realizado un par de veces y se convirtió más tarde en una canción clásica de Marley y un estándar de los tours más tarde. "Waiting In Vain" y "One Love/People Get Ready" se había realizado al menos una vez durante el Tour de Kaya en 1978, al igual que "Three Little Birds" por lo menos una vez durante el Tour de "Uprising" en 1980. Hubo actuaciones de dos canciones que no aparecen en ninguno de los discos de Marley grabados con "Island": "Trenchtown Rock" (Grabada antes de que Bob estuviera con "Island") y "Running Away" (lanzada en el álbum Kaya 1978).
De espectáculo en espectáculo a veces se agregaba una canción adicional (sobre todo en el Rainbow Theatre donde Marley varió mucho la lista de canciones), como "Jamming", "Positive Vibration", "Concrete Jungle", "Crazy Baldhead ", "Running Away ", "Trenchtown Rock ", "Natural Mystic", "So Much To Say Thing To Say"y "Guiltiness". Pero actuaciones en directo de cada una de estas canciones se hicieron muy raramente durante la gira.

### Conciertos
| Fecha      | Lugar                    | Ciudad     | País       | Notas               |
| ---------- | ------------------------ | ---------- | ---------- | ------------------- |
| 10 de mayo | Pavillon Baltard         | París      | Francia    |                     |
| 11 de mayo | Forest National          | Bruselas   | Bélgica    |                     |
| 13 de mayo | Houtrust Hallen          | La Haya    | Holanda    |                     |
| 15 de mayo | Circus Krone             | Múnich     | Alemania   |                     |
| 16 de mayo | Rhein-Neckar-Halle       | Heidelberg | Alemania   |                     |
| 17 de mayo | Congress Centrum Hamburg | Hamburgo   | Alemania   |                     |
| 18 de mayo | Eissporthalle            | Berlín     | Alemania   |                     |
| 20 de mayo | Gröna Lund               | Estocolmo  | Suecia     |                     |
| 22 de mayo | Falconer Theatre         | Copenhague | Dinamarca  |                     |
| 23 de mayo | Scandinavium             | Gotemburgo | Suecia     |                     |
| junio      | Top of the Pops          | Londres    | Inglaterra | BBC, Programa de TV |
| 1 de junio | Rainbow Theatre          | Londres    | Inglaterra |                     |
| 2 de junio | Rainbow Theatre          | Londres    | Inglaterra |                     |
| 3 de junio | Rainbow Theatre          | Londres    | Inglaterra |                     |
| 4 de junio | Rainbow Theatre          | Londres    | Inglaterra |                     |

#### Cancelados
- 06/05/77:  Londres, Inglaterra; CANCELADO
- 06/06/77:  Londres, Inglaterra; CANCELADO

## Créditos
- Bob Marley – Vocalista, guitarra rítmica, guitarra acústica, percusión.
- Aston Barrett – Bajo, guitarra, percusión.
- Carlton Barrett – Tambores, Percusión.
- Tyrone Downie – Teclados, Percusión.
- Alvin "Seeco" Patterson – Percusión.
- Junior Marvin – Guitarra.
- I Threes (Rita Marley, Marcia Griffiths, Judy Mowatt) – Coros.
- Karl Pitterson – Ingeniero.
- Guy Bidmead, Terry Barham – Asistentes del Ingeniero.
- Aston Barrett, Chris Blackwell, Karl Pitterson – Edición.
- Adrian Boot, Neville Garrick – Fotos.
- Neville Garrick – Diseñador, Gráficos.